# Peggy Sage
Peggy Sage est une entreprise française de cosmétique commercialisant des produits de manucure, de maquillage et de soins. Elle a été fondée aux États-Unis en 1925 par Mrs Peggy Sage. Depuis 2000, son siège est basé à Bonneville en Haute-Savoie, France.

## Histoire
Mrs Peggy Sage fonde son entreprise en 1925. Elle fournit des services de manucure aux femmes d'ambassadeurs lors de réunions privées avant d'ouvrir des salons aux États-Unis.
L'entreprise poursuit ensuite son développement à l'international. Elle ouvre des succursales à Paris, à New-York et à Londres. En 1950, elle est rachetée par le groupe anglais Unilever, qui, en 1995, la revend à la famille haut-savoyarde Collomb, spécialiste des produits et mobiliers à destination des grossistes en coiffure. 
En 2000, la famille installe son siège social à Bonneville, en Haute-Savoie. En 2008, elle se dote d'un centre de formation dédié à la force de vente des distributeurs de la marque. En 2010, elle ouvre son premier Concept Store Peggy Sage à Lyon, un espace qui regroupe un centre de formation et une boutique de vente directe. 
En 2013, la marque développe une gamme de trois couleurs de vernis en hommage à l'actrice américaine Faye Dunaway et une gamme de cire à épiler professionnelle "Waxshop". 
Ensuite, elle enrichit son activité avec deux gammes de vernis semi-permanents : la gamme "I-LAK" (lancement en 2013) et la gamme "1-LAK" (lancement en 2017). Des nouveautés sont aussi ajoutées à la collection des vernis classiques : le mini format (5ml) est lancé en 2014 tandis qu'un vernis hybride et longue tenue "Forever LAK" sort en 2016. 

## Activités
La société Peggy Sage est organisée autour de quatre métiers : 
- la manucurie,
  - Vernis semi-permanents I-Lak / 1-Lak
  - Technigel
  - Prothésie ongulaire
  - Nail art
- les soins visage et corps,
- le maquillage,
- la formation.

La marque propose des références de produits techniques à destinations des professionnels et des produits de revente à l'attention du grand public.

## Circuits de distribution

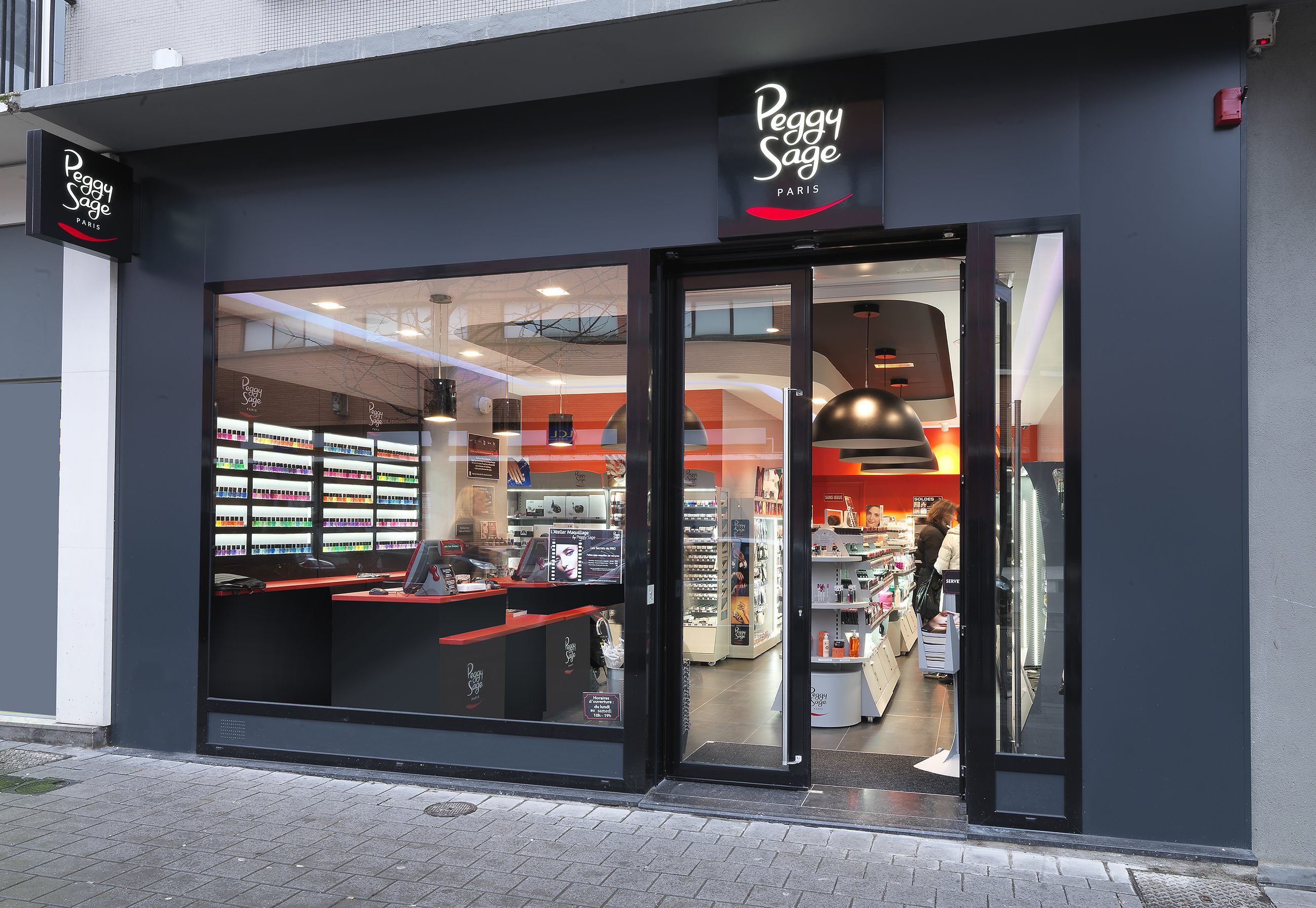
Boutique Store Peggy Sage de Valenciennes

La marque est distribuée via un réseau sélectif mondial de distributeurs agrées. Elle développe également en France et en Suisse, un réseau de Boutique Stores et de Concept Stores en nom propre , à destination des professionnels et du grand public.
En Espagne, ils n'ont actuellement pas de Boutique Stores ils ont un magasin en tant que distributeur officiel de matériel esthétique,

## Controverses
Le 7 juin 2017, l'UFC Que choisir dénonce la présence d'un « cocktail détonant » de perturbateurs endocriniens dans un produit de la marque, la BB crème, et déconseille son utilisation aux enfants, aux adolescents et aux femmes enceintes,.